# Список произведений Сергея Прокофьева (по опусам)
|                                                                                      |
| С. Прокофьев. Концерт № 2 для фортепиано с оркестром соль минор: 1-я часть, 2-я тема |

В основу настоящего списка положен список произведений, составленный С. С. Прокофьевым. Указатель включает все произведения С. С. Прокофьева, внесенные им самим в список сочинений, обозначенных opus’ом, в том числе не до конца завершенные, а также задуманные в плане очередных работ, выполнить которые помешала преждевременная смерть. Из них эскиз Десятой сонаты — самое последнее сочинение С. С. Прокофьева. Также в список внесены произведения, не вошедшие в авторский список (без опусного номера). Произведения, год создания которых неизвестен, приводятся в конце списка.
Названия произведений, время и место их издания даны по титульным листам первых изданий.
Сведения, отсутствующие на титульных листах, приводятся в квадратных скобках.
Названия неизданных произведений даются по авторским рукописям и авторскому указателю. Годы, взятые в круглые скобки (в графе «Время написания»), указывают дату написания первой редакции произведения.
Список отсортирован по опусам, однако ради удобства разделен на несколько разделов: до мая 1918 (до отъезда за границу), май 1918 — май 1936 (окончательный приезд в СССР) и май 1936—1953. Иногда поздние редакции и переложения некоторых сочинений могут находиться в более раннем хронологическом разделе, чем их реальное время создания (например, «Сказка про шута», начатая в 1915 г., была закончена в 1920, но по опусному номеру она попала в раздел «Сочинения, написанные до 1917 г.»). Многие произведения, начатые в России, были закончены уже за границей, поэтому деление на хронологические периоды в определенной мере условно.
В список не включены детские произведения Прокофьева, многие из которых сохранились только в виде начальных тактов.
См. также Список произведений Сергея Прокофьева (по жанрам)

## Произведения, написанные до 1918 г
| Opus   | Название произведения | Время написания  | Дата первого исполнения и исполнитель                                                                     | Первое издание                                       |
| ------ | --- | ---------------- | --- | ---------------------------------------------------- |
|        | «Великан» [опера в 3 действиях, 6 картинах] | 1900             | 21 февраля (6 марта) 1910, имение Раевских в Калужской губернии, автор и его родственники                 | [1991], Клавир. Реконструкция Сергея Сапожникова. М. |
|        | «На пустынных островах» [закончены только Увертюра и Акт 1 в трёх картинах] | 1901—1903        | Никогда не исполнялась                                                                                    | Сохранилась во фрагментах                            |
| 1      | Соната № 1 для фп. f-moll [одночастная. Allegro. Meno mosso. Allegro] | 1909 (1907)      | лето 1910 года, Москва, автор                                                                             | [1911], «П. Юргенсон»                                |
| 2      | Четыре этюда для фп.: 1. Allegro (d-moll) 2. Moderato (e-moll) 3. Andante semplice (c-moll) 4. Presto energico (c-moll) | 1909             | 21 февраля (6 марта) 1910, Москва, автор (исполнялись три этюда: №№1, 2, 4)                               | [1912], «П. Юргенсон»                                |
| 3      | [Четыре пьесы] для фп.: 1. Сказка (Conte) 2. Шутка (Plaisanterie) 3. Марш (Marche) 4. Призрак (Fantômes) | 1911 (1907—1908) | 18 (31) декабря 1908, Петербург, автор (исполнялась только первая пьеса)                                  | [1911], «П. Юргенсон»                                |
| 4      | Четыре пьесы для фп.: 1. Воспоминание (Réminiscence) 2. Порыв (Élan) 3. Отчаяние (Désespoir) 4. Наваждение (Suggestion diabolique) | 1910—1912 (1908) | 18 (31) декабря 1908, Петербург, автор                                                                    | [1913], «П. Юргенсон»                                |
| 5      | Симфониетта A-dur 1. Allegro giocoso 2. Andante 3. Intermezzo. Vivace 4. Scherzo. Allegro risoluto 5. Allegro giocoso | 1914 (1909)      | 24 октября (6 ноября) 1915, Петроград, под упр. автора                                                    | ?                                                    |
| 6      | «Сны» (Rêves), симфоническая картина для большого оркестра | 1910             | 22 ноября (5 декабря) 1910, Петербург, под упр. автора                                                    | ?                                                    |
| 7      | Два стихотворения для женского хора на слова К. Бальмонта 1. Белый лебедь 2. Волна | 1909—1910        | 19 января (1 февраля) 1910, Петербург, под упр. автора (исполнялся только первый хор в сопровождении фп.) | ?                                                    |
| 8      | «Осеннее» (Esquisse automnale), симфонический эскиз для малого оркестра | 1910             | 19 июля (1 августа) 1911, Москва, под упр. А. Метнера                                                     | 1960, «Советский композитор»                         |
| 9      | Два стихотворения А. Апухтина и К. Бальмонта для голоса с фп. 1. Есть другие планеты (Бальмонт) 2. Отчалила лодка (Апухтин) | 1910—1911        | 17 (30) марта 1914, Петербург, А. Г. Жеребцова-Андреева, акк. Дулов (исполнялся только первый романс)     | [1917], «А. Гутхейль»                                |
| 10     | Концерт № 1 для фп. с оркестром Des-dur (одночастный) | 1911—1912        | 25 июля (7 августа) 1912, Москва, под упр. К. Сараджева, солист — автор                                   | [1913], «П. Юргенсон»                                |
| 11     | Токката для фортепиано d-moll | 1912             | 27 ноября (10 декабря) 1916, Петроград, автор                                                             | [1913], «П. Юргенсон»                                |
| 12     | [Десять пьес] для фортепиано: 1. Марш 2. Гавот 3. Ригодон 4. Мазурка 5. Каприччио 6. Легенда 7. Прелюд 8. Аллеманда 9. Юмористическое скерцо 10. Скерцо | 1913 (1906—1913) | 23 января (5 февраля) 1914, Москва, автор (исполнялись только Ригодон, Легенда и Прелюд)                  | [1914], «П. Юргенсон»                                |
| 12 bis | Юмористическое скерцо для четырёх фаготов | 1912             | 2 сентября 1916, Лондон                                                                                   | [1915], «П. Юргенсон»                                |
| 13     | «Маддалена», опера в одном действии, сюжет и либретто М. Ливен | 1913 (1911)      | 25 марта 1979 (по радио), Лондон, под упр. Э. Даунса                                                      | ?                                                    |
| 14     | Соната № 2 для фп. d-moll 1. Allegro ma non troppo 2. Scherzo. Allegro marcato 3. Andante 4. Vivace | 1912             | 23 января (5 февраля) 1914, Москва, автор                                                                 | [1913], «П. Юргенсон»                                |
| 15     | Баллада для виолончели и фп. c-moll | 1912             | 23 января (5 февраля) 1914, Москва, Е. Белоусов и автор                                                   | [1915], «П. Юргенсон»                                |
| 16     | Концерт № 2 для фп. с оркестром g-moll 1. Andantino 2. Scherzo. Vivace 3. Intermezzo. Allegro moderato 4. Finale. Allegro tempestoso | 1923 (1913)      | 23 августа (5 сентября) 1913, Павловск, под упр. А. П. Асланова, солист - автор                           | [1925], «А. Гутхейль»                                |
| 17     | «Сарказмы», пять пьес для фортепиано.: 1. Tempestoso 2. Allegro rubato 3. Allegro precipitato 4. Smanioso 5. Precipitosissimo | 1912—1914        | 27 ноября (10 декабря) 1916, Петроград, автор                                                             | [1916], «П. Юргенсон»                                |
| 18     | «Гадкий утёнок» для голоса с фортепиано по сказке Андерсена. | 1914             | 17 (30) января 1915, Петроград, А. Г. Жеребцова-Андреева и автор                                          | [1917], «А. Гутхейль»                                |
| 19     | Концерт № 1 для скрипки с оркестром D-dur 1. Andantino 2. Scherzo. Vivacissimo 3. Moderato. Allegro moderato | 1916—1917        | 18 октября 1923, Париж, под упр. С. Кусевицкого, солист — Марсель Дарье                                   | [1921], «А. Гутхейль»                                |
| 20     | «Ала и Лоллий», скифская сюита для большого оркестра: 1. Поклонение Велесу и Але 2. Чужбог и пляска нечисти 3. Ночь 4. Поход Лоллия и шествие Солнца | 1914             | 16 (29) января 1916, Петроград, под упр. автора                                                           | 1923, «А. Гутхейль»                                  |
| 21     | «Шут» («Сказка про шута, семерых шутов перешутившего»), балет в 6 картинах. Сюжет А. Афанасьева, либретто С. Прокофьева | 1920 (1915)      | 17 мая 1921, Париж, под упр. автора. Постановщики М. Ларионов и Ф. Славинский                             | [1922], «А. Гутхейль»                                |
| 21 bis | «Шут», симфоническая сюита для большого оркестра: 1. Шут со своею Шутихою 2. Танец шутиных жен 3. Шуты убивают своих жен (Фуга) 4. Шут, переодетый молодухой 5. Третий антракт 6. Танец шутиных дочерей 7. Приезд купца, танец поклонов и выбор невесты 8. В спальне у купца 9. Молодуха оборотилась козлухой 10. Пятый антракт и похороны козлухи 11. Ссора Шута с купцом 12. Заключительный танец      | 1922             | 15 января 1924, Брюссель, под упр. Ф. Рульмана                                                            | 1924, «А. Гутхейль»                                  |
| 22     | «Мимолётности» (Visions fugitives), для фп.: 1. Lentamente 2. Andante 3. Allegretto 4. Animato 5. Molto giocoso 6. Con eleganza 7. Pittoresco (Arpa) 8. Commodo 9. Allegro tranquillo 10. Ridicolosamente 11. Con vivacità 12. Assai moderato 13. Allegretto 14. Feroce 15. Inquieto 16. Dolente 17. Poetico 18. Con una dolce lentezza 19. Presto agitatissimo e molto accentuato 20. Lento irrealmente | 1915—1917        | 2 (15) апреля 1918, Петроград, автор                                                                      | [1917], «А. Гутхейль»                                |
| 23     | Пять стихотворений для голоса с фп.: 1. Под крышей (В. Горянский) 2. Серое платьице (З. Гиппиус) 3. Доверься мне (Б. Верин) 4. В моем саду (К. Бальмонт) 5. Кудесник (Н. Агнивцев) | 1915             | 27 ноября (10 декабря) 1916, Петроград, И. Алчевский, Е. Попова и автор (исполнялись только №№2-5)        | 1917, «А. Гутхейль»                                  |
| 24     | «Игрок», опера в 4 действиях, 6 картинах, по роману Ф. Достоевского. Либретто С. Прокофьева | 1927 (1915—1916) | 29 апреля 1929, Брюссель, под упр. М. Корнейль де Торна.                                                  | 1917, Мариинский театр, литографированное издание    |
| 25     | «Классическая симфония» D-dur 1. Allegro 2. Intermezzo. Larghetto 3. Gavotta. Non troppo sllegro 4. Finale. Molto vivace | 1916—1917        | 8 (21) апреля 1918, Петроград, под упр. автора                                                            | 1925, «Росс. муз. изд-во»                            |
| 26     | Концерт № 3 для фп. с оркестром C-dur 1. Andante. Allegro 2. Tema con variazioni 3. Allegro, ma non troppo | 1917—1921        | 16 декабря 1921, Чикаго, под упр. Ф. Стока, солист — автор                                                | 1923, «А. Гутхейль»                                  |
| 27     | Пять стихотворений А. Ахматовой для голоса с фп.: 1. Солнце комнату наполнило 2. Настоящую нежность 3. Память о солнце 4. Здравствуй 5. Сероглазый король | 1916             | 5 (18) февраля 1917, Москва, З. А. Артемьева и автор                                                      | [1917], «А. Гутхейль»                                |
| 28     | Соната № 3 для фп. (из старых тетрадей) [a-moll, одночастная] | 1917 (1907)      | 2 (15) апреля 1918, Петроград, автор                                                                      | [1918], «А. Гутхейль»                                |
| 29     | Соната № 4 для фп. (из старых тетрадей) [c-moll] 1. Allegro molto sostenuto 2. Andante assai 3. Allegro con brio, ma non leggiere | 1917 (1908)      | 4 (17) апреля 1918, Петроград, автор                                                                      | [1918], «А. Гутхейль»                                |
| 29 bis | Andante из Четвёртой сонаты, транскрипция для симфонического оркестра | 1934             | 13 февраля 1958, Ленинград, под упр. Г. Рождественского                                                   | ?                                                    |
| 30     | «Семеро их» (К. Бальмонт. «Зовы древности»), кантата для драматического тенора, смешанного хора и большого симфонического оркестра | 1917—1918        | 29 мая 1924, Париж, под упр. С. Кусевицкого                                                               | 1922, «Госиздат»                                     |

## Произведения 1918—1935 гг
| Opus   | Название произведения | Время написания | Дата первого исполнения и исполнитель                                                                                       | Первое издание              |
| ------ | --- | --------------- | --- | --------------------------- |
| 31     | «Сказки старой бабушки» (Contes de la vieille grand-mère) для фп.: 1. Moderato 2. Andantino 3. Andante assai 4. Sostenuto | 1918            | 7 января 1919, Нью-Йорк, автор                                                                                              | [1922], «А. Гутхейль»       |
| 32     | Четыре танцевальные пьесы (Quatre pièces de danses) для фп.: 1. Танец (Danse) 2. Менуэт (Menuet) 3. Гавот (Gavotte) 4. Вальс (Valse) | 1918            | 30 марта 1919, Нью-Йорк, автор                                                                                              | [1922], «А. Гутхейль»       |
| 33     | «Любовь к трем апельсинам», опера в 4 действиях, 10 картинах с прологом. Текст С. Прокофьева (по К. Гоцци) | 1919            | 30 декабря 1921, Чикаго, под упр. автора                                                                                    | 1922, «А. Гутхейль»         |
| 33 bis | «Любовь к трем апельсинам», симфоническая сюита из оперы: 1. Чудаки (Les Ridicules) 2. Сцена в аду (Le Magicien Tchélio et Fata Morgana jouent aux cartes) 3. Марш (Marche) 4. Скерцо (Scherzo) 5. Принц и принцесса (Le Prince et la Princesse) 6. Побег (La Fuite) | 1924            | 29 ноября 1925, Париж, под упр. Ф. Гобера                                                                                   | 1922, «А. Гутхейль»         |
| 33 ter | «Любовь к трем апельсинам», 2 фрагмента из оперы, концертная транскрипция автора для фп. | 1922            | ? | [1922], «А. Гутхейль»       |
| 34     | Увертюра на еврейские темы для кларнета, 2 скрипок, альта, виолончели и фп. c-moll | 1919            | 2 февраля 1920, Нью-Йорк, ансамбль «Зимро» с участием автора                                                                | [1922], «А. Гутхейль»       |
| 34 bis | Увертюра на еврейские темы, транскрипция для симфонического оркестра | 1934            | Прага, под упр. Н. Малько                                                                                                   | 1935, «А. Гутхейль»         |
| 35     | Пять песен без слов для голоса с фп.: 1. Andante 2. Lento, ma non troppo 3. Animato 4. Andantino, un poco scherzando 5. Andante non troppo | 1920            | 27 марта 1921, Нью-Йорк, Нина Кошиц и автор                                                                                 | [1922], «А. Гутхейль»       |
| 35 bis | Пять мелодий для скрипки и ф-но: 1. Andante 2. Lento ma non troppo 3. Animato ma non allegro 4. Allegretto leggero e scherzando 5. Andante non troppo | 1925            | ? | [1925], «Росс. муз. изд-во» |
| 36     | Пять стихотворений К. Бальмонта для голоса с фп.: 1. Заклинание воды и огня 2. Голос птиц 3. Бабочка 4. Помни меня 5. Столбы | 1921            | 24 октября 1923, Москва, Е. В. Копоносова-Держановская и П. Ламм (исполнялись только №№1, 2 и 4)                            | [1923], «А. Гутхейль»       |
| 37     | «Огненный ангел», опера в 5 действиях. Сюжет В. Брюсова, либретто С. Прокофьева | 1919—1927       | 14 июня 1928, Париж, под упр. С. Кусевицкого (2 фрагмента) 25 ноября 1953, Париж, под упр. Ш. Брюка (концертное исполнение) | 1927, «А. Гутхейль»         |
| 38     | Соната № 5 для фп. C-dur 1. Allegro tranquillo 2. Andantino 3. Un poco allegretto | 1923            | 9 марта 1924, Париж, автор                                                                                                  | [1925], «А. Гутхейль»       |
| 39     | Квинтет для гобоя, кларнета, скрипки, альта и контрабаса g-moll 1. Tema con variazioni 2. Andante energico 3. Allegro sostenuto, ma con brio 4. Adagio pesante 5. Allegro precipitato, ma non troppo presto 6. Andantino                                             | 1924            | 6 марта 1927, Москва, Н. Назаров, И. Майоров, Д. Цыганов, В. Борисовский, И. Гертович                                       | 1927, «А. Гутхейль»         |
| 40     | Вторая симфония [d-moll] 1. Allegro ben articolato 2. Tema con variazioni | 1924            | 6 июня 1925, Париж, под упр. С. Кусевицкого                                                                                 | 1925, «Росс. муз. изд-во»   |
| 41     | «Стальной скок», балет в 2 картинах. [Либретто Г. Якулова и С. Прокофьева] | 1925            | 7 июля 1927, Париж, под упр. Р. Дезормьера. Постановщик Л. Мясин                                                            | [1928], «Росс. муз. изд-во» |
| 41 bis | «Стальной скок», симфоническая сюита из балета в 4 частях: 1. Явление участников 2. Комиссары, ораторы и граждане 3. Матрос и работница 4. Фабрика | 1926            | 27 мая 1928, Москва, под упр. В. Савича                                                                                     | 1927, «Росс. муз. изд-во»   |
| 42     | Увертюра B-dur для камерного оркестра | 1926            | 7 февраля 1927, Москва, Персимфанс                                                                                          | ?                           |
| 42a    | Увертюра B-dur, вариант для большого оркестра | 1928            | 18 декабря 1930, Париж, под упр. П. Монтё                                                                                   | ?                           |
| 43     | Дивертисмент для оркестра 1. Moderato, molto ritmato 2. Larghetto (non troppo lento) 3. Allegro energico. Allegretto 4. Allegro non troppo e pesante. Moderato cantabile                                                                                             | 1925—1929       | 22 декабря 1929, Париж, под упр. автора                                                                                     | 1930, «Росс. муз. изд-во»   |
| —      | 5 казахских народных напевов, обработки для голоса и фп.: 1. Канафия 2. Манмагер 3. Каре кыз 4. Шама 5. Ек куругай | 1927            | ? | ?                           |
| 43 bis | Дивертисмент, переложение автора для фп. 1. Moderato, molto ritmato 2. Ноктюрн 3. Танец 4. Эпилог | 1938            | ? | 1940, «Музгиз»              |
| 44     | Третья симфония c-moll 1. Moderato 2. Andante 3. Allegro agitato 4. Andante mosso. Allegro moderato | 1928            | 17 мая 1929, Париж, под упр. П. Монтё                                                                                       | 1931, «Росс. муз. изд-во»   |
| 45     | «Вещи в себе», две пьесы для фп.: 1. Allegro moderato 2. Moderato scherzando | 1928            | 6 января 1930, Нью-Йорк, автор                                                                                              | 1928, «Росс. муз. изд-во»   |
| 46     | «Блудный сын», балет [в 3 действиях. Либретто Б. Кохно] | 1928            | 21 мая 1930, Париж, под упр. автора. Постановщик Дж. Баланчин                                                               | [1929], «Росс. муз. изд-во» |
| 46 bis | «Блудный сын», симфоническая сюита из балета: 1. Adagio. Allegreto. Presto. Andantino espressivo. Presto 2. Allegro fastoso 3. Presto (solo de trois clarinettes) 4. Andante assai 5. Andante pomposo. Allegro espressivo                                            | 1929            | 7 марта 1931, Париж, под упр. автора                                                                                        | 1930, «Росс. муз. изд-во»   |
| 47     | Четвертая симфония C-dur в 4 частях (1-я редакция) 1. Andante 2. Andante tranquillo 3. Moderato quasi allegretto 4. Allegro risoluto | 1930            | 14 ноября 1930, Бостон, под упр. С. Кусевицкого                                                                             | ?                           |
| 48     | Симфониетта для малого симфонического оркестра A-dur (3-я редакция) 1. Allegro giocoso 2. Andante 3. Intermezzo. Vivace 4. Scherzo. Allegro risoluto 5. Allegro giocoso                                                                                              | 1929            | 18 ноября 1929, Москва, под упр. К. Сараджева                                                                               | 1931, «Росс. муз. изд-во»   |
| 49     | Четыре портрета и развязка из оперы «Игрок», симфоническая сюита для большого оркестра 1. Алексей (Alexis) 2. Бабуленька (Baboulinka [la grand-mère]) 3. Генерал (Le Général) 4. Полина (Pauline) 5. Развязка (Dénouement)                                           | 1931            | 12 марта 1932, Париж, под упр. Ф. Рульмана                                                                                  | «А. Гутхейль»               |
| 50     | Квартет для двух скрипок, альта и виолончели h-moll 1. Allegro 2. Andante molto vivace 3. Andante | 1930            | 25 апреля 1931, Вашингтон, квартет Броза                                                                                    | [1932], «Росс. муз. изд-во» |
| 50 bis | Andante из квартета, переложение для струнного квинтета (струнного оркестра) | 1930            | 1931, Вашингтон | ?                           |
| 51     | «На Днепре», балет в 2 картинах | 1930            | 16 декабря 1932, Париж, Гранд Опера, под упр. Ф. Гобера                                                                     | [1932], «Росс. муз. изд-во» |
| 51 bis | «На Днепре», симфоническая сюита из балета для большого оркестра: 1. Прелюдия 2. Вариация первого танцовщика 3. Помолвка 4. Ссора 5. Сцена 6. Эпилог | 1933            | 1934, Париж, под упр. автора                                                                                                | 1930, «Росс. муз. изд-во»   |
| 52     | Шесть пьес для фп.: 1. Интермеццо (из балета «Блудный сын») 2. Рондо (из балета «Блудный сын») 3. Этюд (из балета «Блудный сын») 4. Скерцино (из «Песен без слов», соч. 35) 5. Скерцо (из Симфониетты, соч. 48)                                                      | 1930—1931       | 27 мая 1932, Москва, автор                                                                                                  | [1931], «Росс. муз. изд-во» |
| 53     | Концерт № 4 для фп. с оркестром B-dur (для левой руки) 1. Vivace 2. Andante 3. Moderato 4. Vivace | 1931            | 5 сентября 1956, Западный Берлин, под упр. Мартина Риха, солист Зигфрид Рапп                                                | ?                           |
| 54     | Две сонатины для фортепиано 1. Сонатина e-moll 2. Сонатина G-dur | 1931—1932       | 17 апреля 1932, Лондон, автор (сонатина №2)                                                                                 | 1932, «Росс. муз. изд-во»   |
| 55     | Концерт № 5 для фп. с оркестром G-dur 1. Allegro con brio 2. Moderato ben accentuato 3. Toccata. Allegro con fuoco 4. Larghetto 5. Vivo | 1932            | 31 октября 1932, Берлин, под упр. В. Фуртвенглера, солист - автор                                                           | 1933, «Росс. муз. изд-во»   |
| 56     | Соната для двух скрипок C-dur 1. Andante cantabile 2. Allegro 3. Commodo (quasi allegretto) 4. Allegro con brio | 1932            | 27 ноября 1932, Москва, Д. Цыганов и В. Ширинский                                                                           | 1932, «Росс. муз. изд-во»   |
| 57     | Симфоническая песнь для большого оркестра 1. Andante assai 2. Allegro 3. Andante (все части исполняются без перерыва) | 1933            | 14 апреля 1934, Москва, под упр. А. Гаука                                                                                   | ?                           |
| 58     | Концерт для виолончели с оркестром e-moll: 1. Andante 2. Allegro guisto 3. Tema con variazioni | 1933—1938       | 26 ноября 1938, Москва, под упр. А. Мелик-Пашаева, солист Л. Березовский                                                    | 1951, Anglo-Soviet Music    |
| 59     | Три пьесы для фп.: 1. Прогулка (Promenade) 2. Пейзаж (Paysage) 3. Пасторальная сонатина (Sonatine pastorale) C-dur [одночастная] | 1934            | 1935, Москва, автор | 1935, «Росс. муз. изд-во»   |
| —      | «Поручик Киже», музыка к фильму, для малого симфонического оркестра | 1933            | ? | ?                           |
| 60     | «Поручик Киже» (Lieutenant Kijé), симфоническая сюита [из музыки к фильму] 1. Рождение Киже (Naissance de Kijé) 2. Романс (Romance) 3. Свадьба Киже (Le Mariage) 4. Тройка (Troïka) 5. Похороны Киже (L'Enterrement de Kijé)                                         | 1934            | 21 декабря 1934 (по радио), Москва                                                                                          | 1935, «А. Гутхейль»         |
| 60 bis | Две песни из кинофильма «Поручик Киже» для голоса с фп.: 1. Стонет сизый голубочек 2. Тройка | 1934            | ? | «Росс. муз. изд-во»         |
| —      | «Египетские ночи», музыка к постановке Камерного театра в Москве. Сюжет по Шекспиру, Шоу и Пушкину. | 1934            | ? | ?                           |
| 61     | «Египетские ночи», симфоническая сюита [из музыки к спектаклю] 1. Ночь в Египте 2. Цезарь, сфинкс и Клеопатра 3. Тревога 4. Танцы 5. Антоний 6. Закат Клеопатры 7. Roma militaris                                                                                    | 1934            | 22 декабря 1938, Москва, под упр. автора                                                                                    | 1934, «А. Гутхейль»         |
| 62     | «Мысли», 3 пьесы для ф-но: 1. Adagio penseroso. Moderato 2. Lento 3. Andante | 1933—1934       | 13 ноября 1936, Москва, автор                                                                                               | 1935, «Росс. муз. изд-во»   |
| 63     | Концерт № 2 для скрипки с оркестром g-moll 1. Allegro moderato 2. Andante assai 3. Allegro ben marcato | 1935            | 1 декабря 1935, Мадрид, под упр. Э. Фернандеса Арбоса, солист — Робер Соэтан                                                | 1937, «А. Гутхейль»         |

## Произведения, написанные в 1936-53 гг.
| Opus   | Название произведения | Время написания | Дата первого исполнения и исполнитель                                                                                           | Первое издание                                                |
| ------ | --- | --------------- | --- | ------------------------------------------------------------- |
| 64     | «Ромео и Джульетта», балет в 3 действиях, 9 картинах. [Сюжет В. Шекспира. Либретто С. Радлова, А. Пиотровского, Л. Лавровского и С. Прокофьева] | 1935—1936       | 30 декабря 1938, Брно (фрагменты; на основе музыки Первой и Второй оркестровых сюит)                                            | 1944, Музфонд (стеклография)                                  |
| 64 bis | «Ромео и Джульетта», первая симфоническая сюита из балета для оркестра 1. Народный танец 2. Сцена 3. Мадригал 4. Менуэт 5. Маски 6. Ромео и Джульетта 7. Гибель Тибальда | 1936            | 24 ноября 1936, Москва, под упр. Г. Себастьяна                                                                                  | 1938, Музгиз                                                  |
| 64 ter | «Ромео и Джульетта», вторая симфоническая сюита из балета для большого оркестра 1. Монтекки и Капулетти 2. Джульетта-девочка 3. Патер Лоренцо 4. Танец 5. Ромео и Джульетта перед разлукой 6. Танец антильских девушек 7. Ромео у могилы Джульетты | 1936            | 15 апреля 1937, Ленинград, под упр. автора                                                                                      | 1938, Москва                                                  |
| 65     | Детская музыка. 12 легких пьес для фп.: 1. Утро 2. Прогулка 3. Сказочка 4. Тарантелла 5. Раскаяние 6. Вальс 7. Шествие кузнечиков 8. Дождь и радуга 9. Пятнашки 10. Марш 11. Вечер 12. Ходит месяц над лугами | 1935            | 11 апреля 1936, Москва, автор                                                                                                   | 1936, Музгиз                                                  |
| 65 bis | «Летний день», детская сюита для малого оркестра 1. Утро 2. Пятнашки 3. Вальс 4. Раскаяние 5. Марш 6. Вечер 7. Ходит месяц над лугами | 1941            | 1946, Москва (по радио), под упр. А. Стасевича                                                                                  | 1947, Музгиз                                                  |
| 66     | [Шесть песен] [a] Две массовые песни [для голоса с фп.]: 1. Партизан Железняк (М. Голодный) 2. Анютка (сл. народные) [б] Четыре песни для голоса или одноголосного хора с фп.: 1. Растет страна (А. Афиногенов) 2. Сквозь снега и туманы (А. Афиногенов) 3. За горою (сл. народные) 4. Песня о Ворошилове (Т. Сикорская)                                                                                          | 1935            | ? | 1935, Музгиз (а). 1939, «Искусство» (б)                       |
| 67     | «Петя и волк», симфоническая сказка для детей [Слова С. Прокофьева] | 1936            | 2 мая 1936, Москва, под упр. автора. Чтица Т. Боброва                                                                           | 1937, Музгиз                                                  |
| 68     | Три детские песни для голоса с фп.: 1. Болтунья (А. Барто) 2. Сладкая песенка (Н. Саконская) 3. Поросята (Л. Квитко) | 1936—1939       | 5 мая 1936, Москва, Л. Глазкова                                                                                                 | 1937, Музгиз (1, 2); 1946, Музгиз (3)                         |
| 69     | Четыре марша для духового оркестра 1. Марш для спартакиады 2. Лирический марш 3. Походный марш 4. Кавалерийский марш (с хором «Через мостик») | 1935—1937       | ? | 1937, Музгиз (№ 1)                                            |
| 70     | «Пиковая дама», музыка к фильму, для большого симфонического оркестра | 1936            | ? | ?                                                             |
| 70 bis | «Борис Годунов», музыка к трагедии А. С. Пушкина, для солистов, хора и симфонического оркестра 1-я и 2-я песни Мисаила и Варлаама Песня одинокого странника Три песни одиночества Хор пьяных бояр Песня Ксении Грезы Полонез Мазурка и scherzando Amoroso Сцена у фонтана Битва Песня Юродивого и песня слепых нищих Восстание народа                                                                             | 1936            | 28 апреля 1960 (по радио), Москва, под упр. А. Фролова (исполнялись №№ 8, 10)                                                   | ?                                                             |
| 71     | «Евгений Онегин», музыка к спектаклю театра для чтеца, актёров и симфонического оркестра | 1936            | Аудиозапись 1979 г. (солисты, хор и оркестр ВР, дирижёр К. Абдуллаев; Мелодия C10-11911-14); 1 апреля 1980 (по радио)           | ?                                                             |
| 72     | Русская увертюра [для симфонического оркестра] | 1936            | 29 октября 1936, Москва, под упр. Э. Сенкара                                                                                    | 1936, «А. Гутхейль»                                           |
| 73     | Три романса для голоса с фп. на слова Пушкина: 1. Сосны 2. Румяной зарею 3. В твою светлицу | 1936            | 20 апреля 1937, Москва (по радио), Лина Любера и автор                                                                          | 1937, Музгиз                                                  |
| 74     | Кантата к двадцатилетию Октября в 10 частях для симфонического оркестра, военного оркестра, оркестра аккордеонов, оркестра ударных инструментов и двух хоров; текст из Маркса, Ленина и Сталина 1. Вступление («Призрак бродит по Европе, призрак коммунизма») 2. Философы 3. Интерлюдия 4. Мы идем тесной кучкой 5. Интерлюдия 6. Революция 7. Победа 8. Клятва Сталина 9. Симфония 10. Конституция              | 1936—1937       | 5 апреля 1966, Москва, под упр. К. Кондрашина (сокращённая версия)                                                              | ?                                                             |
| 75     | «Ромео и Джульетта», десять пьес для фп.: 1. Народный танец 2. Сцена 3. Менуэт 4. Джульетта-девочка 5. Маски 6. Монтекки и Капулетти 7. Патер Лоренцо 8. Меркуцио 9. Танец антильских девушек 10. Ромео и Джульетта перед разлукой | 1937            | 1937, Москва, автор | 1938, «Искусство»                                             |
| 76     | «Песни наших дней» [для солистов, смешанного хора и симфонического оркестра] 1. Марш 2. Через мостик (кавалерийская) 3. Будьте здоровы 4. Золотая Украина 5. Брат за брата 6. Девушки 7. Двадцатилетний 8. Колыбельная 9. От края до края | 1937            | 5 января 1938, Москва, под упр. А. Гаука, хормейстер Н. Данилин                                                                 | 1939, Музгиз                                                  |
| 77     | «Гамлет», музыка к спектаклю (для солистов и оркестра) 1. Призрак Гамлета-отца 2. Марш Клавдия 3. Фанфары 4. Пантомима 5. Первая песенка Офелии 6. Вторая песенка Офелии 7. Третья песенка Офелии 8. Четвертая песенка Офелии 9. Песенка могильщика 10. Марш Фортинбраса | 1937—1938       | 15 мая 1938, Ленинград (премьера спектакля)                                                                                     | ?                                                             |
| 77 bis | Гавот (№ 8) из музыки к спектаклю «Гамлет» для фп. | 1938            | 22 ноября 1939 (по радио), Москва, автор                                                                                        | 1939, «А. Гутхейль»                                           |
| —      | «Александр Невский», музыка к фильму, для меццо-сопрано, смешанного хора и большого симфонического оркестра | 1938            | ? | ?                                                             |
| 78     | «Александр Невский», кантата для меццо-сопрано (соло), смешанного хора и оркестра. Слова В. Луговского и С. Прокофьева 1. Русь под игом монгольским 2. Песня об Александре Невском 3. Крестоносцы во Пскове 4. Вставайте, люди русские 5. Ледовое побоище 6. Мертвое поле 7. Въезд Александра во Псков | 1938—1939       | 17 мая 1939, Москва, под упр. автора, солистка - В. Гагарина                                                                    | 1941, Музгиз                                                  |
| 78 bis | «Александр Невский», три песни из кинофильма (слова В. Луговского): 1. Вставайте, люди русские 2. Отзовитеся, ясны соколы 3. А и было дело на Неве-реке | 1939            | ? | 1939, Музгиз                                                  |
| 79     | Семь песен для голоса и фп.: 1. Песня о Родине 2. Стахановка 3. Над полярным морем 4. Проводы 5. Смело вперед 6. Шел станицею казак 7. Гей, по дороге | 1939            | ? | 1940, Музгиз                                                  |
| 80     | Соната № 1 для скрипки и фп. [f-moll]. Редакция партии скрипки Д. Ойстраха 1. Andante assai 2. Allegro brusco 3. Andante 4. Allegrissimo | 1938—1946       | 23 октября 1946, Москва, Д. Ойстрах и Л. Оборин                                                                                 | 1947, Музфонд (стеклография)                                  |
| 81     | «Семён Котко», опера в 5 действиях, 7 картинах по повести В. Катаева «Я, сын трудового народа…». Либретто В. Катаева и С. Прокофьева | 1939            | 23 июня 1940, Москва, оперный театр им. К. С. Станиславского, под упр. М. Жукова                                                | 1960, Музгиз                                                  |
| 81 bis | «Семён Котко», симфоническая сюита из оперы для большого оркестра 1. Вступление 2. Семен и мать 3. Помолвка 4. Южная ночь 5. Казнь 6. Село горит (Деревня горит) 7. Похороны 8. Наши пришли | 1943            | 27 декабря 1943, Москва, под упр. М. Жукова                                                                                     | 1947, Музгиз                                                  |
| 82     | Соната № 6 для фп. [A-dur] 1. Allegro inquieto 2. Allegretto 3. Tempo di valzer, lentissimo 4. Vivace | 1939—1940       | 8 апреля 1940 (по радио), Москва, автор                                                                                         | 1941, Музгиз                                                  |
| 83     | Соната № 7 для фп. [B-dur] 1. Allegro inquieto 2. Andante caloroso 3. Precipitato | 1939—1942       | 18 января 1943, Москва, С. Рихтер                                                                                               | 1943, Музгиз                                                  |
| 84     | Соната № 8 для фп. [B-dur] 1. Andante dolce 2. Andante sognando 3. Vivace | 1939—1944       | 30 декабря 1944, Москва, Э. Гилельс                                                                                             | 1946, Музгиз                                                  |
| 85     | «Здравица», для смешанного хора с сопровождением симфонического оркестра. Слова народные в литературной обработке А. Машистова | 1939            | 21 декабря 1939, Москва, под упр. Н. Голованова                                                                                 | 1941, Музгиз                                                  |
| 86     | «Обручение в монастыре», лирико-комическая опера в 4 действиях, 9 картинах. Либретто С. Прокофьева по пьесе Шеридана «Дуэнья». Стихотворные тексты М. Мендельсон | 1940            | 3 ноября 1946, Ленинград, театр оперы и балета им. С. Кирова, под упр. Б. Хайкина                                               | 1944, Музфонд                                                 |
| 87     | «Золушка», балет в 3 действиях. Либретто Н. Д. Волкова | 1940—1944       | 21 ноября 1945, Москва, Большой театр, под упр. Ю. Файера, постановщик Р. Захаров. Золушка - Г. Уланова                         | 1945, Музфонд                                                 |
| 88     | Симфонический марш для большого оркестра B-dur | 1941            | ? | ?                                                             |
| 89     | Семь массовых песен для голоса с фортепиано и марш 1. Песня («Дрянь адмиральская», слова В. Маяковского) 2. Песня смелых (слова А. Суркова) 3. Клятва танкиста (слова М. Мендельсон) 4. Сын Кабарды (слова М. Мендельсон) 5. Подруга бойца (слова М. Мендельсон) 6. Фриц (слова М. Мендельсон) 7. Любовь воина (слова М. Мендельсон) 8. Марш [для фортепиано]                                                     | 1941—1942       | Ноябрь 1941, Нальчик, А. Доливо и автор (исполнялись только № 3 и №4)                                                           | 1942, Музфонд                                                 |
| 90     | «1941 год», симфоническая сюита для большого оркестра в 3 частях 1. Ночь 2. В бою 3. За братство народов | 1941            | 21 января 1943, Свердловск, под упр. Н. С. Рабиновича                                                                           | ?                                                             |
| 91     | «Война и мир», опера в 13 картинах с хоровым эпиграфом-прологом, по одноимённому роману Льва Толстого. Либретто Сергея Прокофьева и Миры Мендельсон-Прокофьевой | 1941—1952       | 16 октября 1944, Москва, Ансамбль Советской оперы ВТО, худ. рук. К. Попов. Концертное исполнение (1-я ред.)                     | 1958, Музгиз                                                  |
| 92     | Второй квартет [на кабардинские темы] для 2 скрипок, альта и виолончели F-dur 1. Allegro sostenuto 2. Adagio 3. Allegro | 1941            | 5 сентября 1942, Москва, квартет им. Бетховена                                                                                  | 1944, Музгиз                                                  |
| —      | «Котовский», музыка к фильму, для большого симфонического оркестра | 1942            | ? | ?                                                             |
| —      | «Партизаны в степях Украины», музыка к фильму, для большого симфонического оркестра | 1942            | ? | ?                                                             |
| —      | «Тоня», музыка к короткометражному фильму (на экран не вышел), для большого симфонического оркестра | 1942            | ? | ?                                                             |
| 93     | «Баллада о мальчике, оставшемся неизвестным», кантата для сопрано, тенора, хора и оркестра (слова П. Антокольского) | 1942—1943       | 21 февраля 1944, Москва, под упр. А. Гаука, с участием Ленгоскапеллы под упр. Г. Дмитриевского. Солисты Н. Шпиллер и Ф. Федотов | ?                                                             |
| 94     | Соната для флейты и фп. D-dur 1. Moderato 2. Scherzo 3. Andante 4. Allegro con brio | 1943            | 7 декабря 1943, Москва, Н. Харьковский и С. Рихтер                                                                              | ?                                                             |
| 94 bis | Соната № 2 для скрипки и фп. D-dur [транскрипция сонаты для флейты и фп.] | 1944            | 17 июня 1944, Москва, Д. Ойстрах и Л. Оборин                                                                                    | 1946, Музгиз                                                  |
| 95     | Три пьесы [для фп. из балета «Золушка»] 1. Интермеццо 2. Гавот 3. Медленный вальс | 1942            | ? | 1943, Музгиз                                                  |
| 96     | Три пьесы для фп.: 1. Вальс (из оперы «Война и мир», Es-dur) 2. Контрданс (из музыки к фильму «Лермонтов») 3. Мефисто-вальс (из музыки к фильму «Лермонтов») | 1941—1942       | ? | 1943, Музгиз                                                  |
| 97     | Десять пьес из балета «Золушка» для фп.: 1. Фея Весны 2. Фея Лета 3. Фея Осени 4. Фея Зимы 5. Кузнечики и стрекозы 6. Ориенталия 7. Паспье 8. Каприччио 9. Бурре 10. Адажио. Принц и Золушка | 1943            | ? | 1944, Музгиз                                                  |
| 97 bis | Adagio [из балета «Золушка»] для виолончели и фп. | 1944            | 19 апреля 1944, Москва (по радио), А. П. Стогорский                                                                             | 1945, Музфонд (стеклография)                                  |
| 98     | Эскизы к Гимну Советского Союза на слова С. Михалкова и Эль-Регистана и к Гимну РСФСР на слова С. П. Щипачева | 1943, 1946      | — | ?                                                             |
| 99     | Марш для духового оркестра B-dur | 1944            | 30 апреля 1944, Москва (по радио), под упр. И. В. Петрова                                                                       | 1946, Музгиз                                                  |
| 100    | Пятая симфония [B-dur] 1. Andante 2. Allegro marcato 3. Adagio 4. Allegro giocoso | 1944            | 13 января 1945, Москва, под упр. автора                                                                                         | 1947, Музгиз                                                  |
| 101    | «Ромео и Джульетта», третья симфоническая сюита из балета, для большого симфонического оркестра 1. Ромео у фонтана 2. Утренний танец 3. Джульетта 4. Кормилица 5. Утренняя серенада 6. Смерть Джульетты | 1946            | 8 марта 1946, Москва, под упр. В. Дегтяренко                                                                                    | 1949, Музгиз                                                  |
| 102    | Шесть пьес из балета «Золушка» для фп.: 1. Вальс; Золушка и принц 2. Вариация Золушки 3. Ссора 4. Вальс (Отъезд Золушки на бал) 5. Па-де-шаль 6. Amoroso | 1944            | ? | 1944, Музфонд (стеклография)                                  |
| 103    | Соната № 9 для фп. C-dur 1. Allegretto 2. Allegro strepitoso 3. Andante tranquillo 4. Allegro con brio, ma non troppo presto | 1947            | 21 апреля 1951, Москва, С. Рихтер                                                                                               | 1955, Музгиз                                                  |
| 104    | Обработки русских народных песен для голоса с фортепиано - Тетрадь № 1: 1. В лете калина 2. Зеленая рощица 3. На горе-то калина 4. Снежки белые 5. Кари глазки 6. Катерина - Тетрадь № 2: 1. Сон 2. За лесочком 3. Дунюшка 4. Я нигде дружка не вижу 5. Сашенька 6. Чернец | 1944            | 25 марта 1945, Москва, Л. Мельникова и Б. Абрамович                                                                             | 1945, Музфонд (стеклография)                                  |
| 105    | Ода на окончание войны для 8 арф, 4 фп., оркестра духовых и ударных инструментов и контрабасов | 1945            | 12 ноября 1945, Москва, под упр. С. Самосуда                                                                                    | 1969, Музыка                                                  |
| 106    | Два дуэта. Обработка русских народных песен для тенора и баритона с фп. (текст народный, записан Е. В. Гиппиусом) 1. Московская славна путь-дорожка 2. Всякой на свете-то нежится | 1945            | ? | 1946, Музфонд (стеклография)                                  |
| 107    | «Золушка», первая симфоническая сюита из балета 1. Вступление 2. Танец с шалями 3. Ссора 4. Фея-бабушка и фея Зимы 5. Мазурка 6. Отъезд Золушки на бал 7. Вальс Золушки 8. Полночь | 1946            | 12 ноября 1946, Москва, под упр. А. Стасевича                                                                                   | 1949, Anglo-Soviet Music                                      |
| 108    | «Золушка», вторая симфоническая сюита из балета в 7 частях: 1. Мечты Золушки 2. Урок танцев и гавот 3. Фея Весны и фея Лета 4. Бурре 5. Приезд Золушки на бал 6. Большой вальс 7. Галоп | 1946            | ? | ?                                                             |
| 109    | «Золушка», третья симфоническая сюита из балета 1. Павана 2. Золушка и принц (Adagio) 3. Три апельсина 4. Южные края (Соблазн) 5. Ориенталия 6. Принц находит Золушку 7. Медленный вальс 8. Amoroso | 1946            | 3 сентября 1947 (по радио), Москва, под упр. А. Стасевича                                                                       | 1954, Музгиз                                                  |
| 110    | Вальсы, сюита для симфонического оркестра 1. С той поры, как я встретил вас (из оперы «Война и мир», Es-dur) 2. Золушка в замке (из балета «Золушка») 3. Мефисто-вальс (из музыки к фильму «Лермонтов») 4. Конец сказки (из балета «Золушка») 5. Вальс новогоднего бала (из оперы «Война и мир», h-moll) 6. Навстречу счастью (из балета «Золушка»)                                                               | 1946            | 13 мая 1947, Москва, под упр. М. О. Штеймана                                                                                    | 1947, Музфонд (стеклография)                                  |
| 111    | Шестая симфония es-moll 1. Allegro moderato 2. Largo 3. Vivace | 1945—1947       | 11 октября 1947, Ленинград, под упр. Е. Мравинского                                                                             | 1949, Leads Music Corporation                                 |
| 112    | Четвертая симфония C-dur (2-я редакция) 1. Andante. Allegro eroico 2. Andante tranquillo 3. Moderato quasi allegretto 4. Allegro risoluto | 1947            | 5 января 1957, Москва, под упр. Г. Рождественского                                                                              | ?                                                             |
| 113    | Праздничная поэма [«Тридцать лет»] для симфонического оркестра | 1947            | 3 октября 1947, Москва, под упр. К. Иванова                                                                                     | 1947, Музфонд (стеклография)                                  |
| 114    | «Расцветай, могучий край», кантата к 30-летию Великой Октябрьской социалистической революции для смешанного хора и оркестра (текст Е. Долматовского) | 1947            | 12 ноября 1947, Москва, под упр. Н. П. Аносова                                                                                  | 1947, Музфонд (стеклография)                                  |
| 115    | Соната для скрипки соло [D-dur] 1. Moderato 2. Andante dolce. Tema con variazioni 3. Con brio. Allegro precipitato | 1947            | 10 июля 1959, Москва, Р. Риччи                                                                                                  | 1952, Музгиз                                                  |
| 116    | «Иван Грозный», музыка к кинофильму | 1942—1945       | ? | 1997, Hans Sikorski (оригинальная версия партитуры)           |
| 117    | «Повесть о настоящем человеке», опера в 4 действиях, 10 картинах по одноименной повести Б. Полевого. Либретто С. Прокофьева и М. Мендельсон-Прокофьевой | 1947—1948       | 3 декабря 1948, Ленинград, театр оперы и балета им. С. Кирова, под упр. Б. Хайкина                                              | ?                                                             |
| 118    | «Сказ о каменном цветке», балет в 4 действиях по материалам сказов П. Бажова. Либретто Л. Лавровского и М. Мендельсон-Прокофьевой | 1948—1950       | 12 февраля 1954, Москва, Большой театр (Москва), под упр. Ю. Файера                                                             | 1956, Музгиз                                                  |
| 119    | Соната для виолончели и фп. C-dur 1. Andante grave 2. Moderato 3. Allegro ma non troppo | 1949            | 1 марта 1950, Москва, М. Ростропович и С. Рихтер                                                                                | 1951, Музгиз                                                  |
| 120    | Пушкинские вальсы для симфонического оркестра 1. Вальс F-dur 2. Вальс cis-moll | 1949            | 1952 (по радио), Москва, под упр. С. Самосуда                                                                                   | ?                                                             |
| 121    | Песня солдатская походная, слова В. Луговского | 1950            | ? | 1960, «Советский композитор»                                  |
| 122    | «Зимний костер», сюита для чтецов, хора мальчиков и симфонического оркестра на слова С. Маршака | 1949            | 19 декабря 1950, Москва, под упр. С. Самосуда                                                                                   | 1951, Музгиз                                                  |
| 123    | «Летняя ночь», симфоническая сюита по материалам оперы «Обручение в монастыре» в 5 частях: 1. Вступление 2. Серенада 3. Менуэт 4. Мечты (ноктюрн) 5. Танец | 1950            | ? | 1965, Музыка                                                  |
| 124    | «На страже мира», оратория для солиста (меццо-сопрано), чтецов, смешанного хора, хора мальчиков и симфонического оркестра на слова С. Маршака 1. Едва опомнилась земля от грохота войны 2. Кому сегодня десять леть 3. Город славы — Сталинград 4. Пусть будет героям наградой 5. Нам не нужна война 6. Голуби мира 7. Колыбельная 8. На мирном торжестве 9. Разговор в эфире 10. Весь мир готов к войне с войной | 1950            | 19 декабря 1950, Москва, под упр. С. Самосуда                                                                                   | 1952, Музгиз                                                  |
| 125    | Симфония-концерт для виолончели с оркестром 1. Andante 2. Allegro giusto 3. Andante con moto | 1950—1952       | 18 февраля 1952, Москва, под упр. С. Рихтера, солист М. Ростропович                                                             | 1959, Музгиз                                                  |
| 126    | Свадебная сюита из балета «Сказ о каменном цветке» для большого симфонического оркестра 1. Любовная 2. Танец дружек 3. Танец девушек 4. Обрядовая 5. Хороводная (Свадебная) | 1951            | 12 декабря 1951, Москва, под упр. С. Самосуда                                                                                   | ?                                                             |
| 127    | Цыганская фантазия из балета «Сказ о каменном цветке» для большого симфонического оркестра 1. Вступление 2. Цыганская пляска 3. Пряс Северьяна 4. Соло цыганки 5. Общая пляска | 1951            | 18 ноября 1951 (по радио), Москва, под упр. С. Самосуда                                                                         | ?                                                             |
| 128    | Уральская рапсодия из балета «Сказ о каменном цветке» для большого симфонического оркестра | 1951            | ? | ?                                                             |
| 129    | «Хозяйка Медной горы», сюита из балета «Сказ о Каменном цветке» для большого симфонического оркестра (замысел не осуществлён) | 1951            | |                                                               |
| 130    | Праздничная поэма «Встреча Волги с Доном» для симфонического оркестра | 1951            | 22 февраля 1952 (по радио), Москва , под упр. С. Самосуда                                                                       | 1956, Музгиз                                                  |
| 131    | Седьмая симфония cis-moll 1. Moderato 2. Allegretto 3. Andante espressivo 4. Vivace | 1951—1952       | 11 октября 1952, Москва, под упр. С. Самосуда                                                                                   | 1953, Музгиз                                                  |
| 132    | Концертино для виолончели с оркестром (не окончено) | 1952            | 29 декабря 1956, М. Ростропович и А. Дедюхин (ред. М. Ростроповича и Д. Кабалевского, клавир)                                   | 1960, Музгиз (ред. М. Ростроповича и Д. Кабалевского, клавир) |
| 133    | Соната для виолончели соло cis-moll (не окончена) | 1952            | 29 февраля 1972, Н. Гутман (в редакции В. Блока)                                                                                |                                                               |
| 134    | Концерт № 6 для фортепиано с оркестром (не окончен) | 1952            | |                                                               |
| 135    | Соната № 5 для фортепиано (2-я редакция) 1. Allegro tranquillo 2. Andantino 3. Un poco allegretto | 1952—1953       | 2 февраля 1954, Алма-Ата, А. Ведерников                                                                                         | 1955, Музгиз                                                  |
| 136    | Вторая симфония (2-я редакция, замысел не осуществлён) | 1952            | |                                                               |
| 137    | Десятая соната для фп. (не окончена) | 1953            | |                                                               |
| 138    | Одиннадцатая соната для фп. (замысел не осуществлён) | 1953            | |                                                               |

## Произведения без номеров опуса
| Название произведения                                                                                          | Первое издание      |
| --- | ------------------- |
| Ф. Шуберт - С. Прокофьев. Вальсы, выбранные и объединенные в сюиту для фп. в 2 руки                            | 1923, «А. Гутхейль» |
| Ф. Шуберт - С. Прокофьев. Вальсы, выбранные и объединенные в сюиту для 2-х фп. в 4 руки                        | 1938, Музгиз        |
| Д. Букстехуде - С. Прокофьев. Органная прелюдия и фуга для фп.                                                 | 1923, «А. Гутхейль» |
| Музыка к балету «Трапеция», 1924                                                                               | ?                   |
| «Лермонтов», музыка к фильму, для большого симфонического оркестра, 1941                                       | ?                   |
| «Далекие моря», лирико-комическая опера по пьесе В. А. Дыховичного                                             | ?                   |
| «Думка» для фортепиано                                                                                         | ?                   |
| «Про сома» ("Широка и глубока под мостом течет река"), песня для голоса с фп. Слова С. В. Михалкова            | ?                   |
| Музыка для физкультурных упражнений                                                                            | ?                   |
| «Музыкальное письмо Б. С. Захарову от С. С. Прокофьева в Вену из Петербурга» для голоса с фп. Con fuoco, C-dur | ?                   |
| Juvenilia для фп., 1905-06 (1. Марш. 2. Allegretto. 3. Менуэт. 4. Вальс. 5. Скерцо. 6. Этюд-скерцо)            | ?                   |